# Sarah Steyaert
Sarah Steyaert (Burdeos, 27 de noviembre de 1986) es una deportista francesa que compitió en vela en las clases Laser Radial y 49er FX.
Participó en cuatro Juegos Olímpicos de Verano, entre los años 2008 y 2024, obteniendo una medalla de bronce en París 2024, en la clase 49er FX (junto con Charline Picon), el quinto lugar en Pekín 2008 (Laser Radial) y el sexto en Río de Janeiro 2016 (49er FX).
Ganó una medalla de oro en el Campeonato Mundial de Laser Radial de 2008 y tres medallas en el Campeonato Europeo de Laser Radial entre los años 2005 y 2009. También obtuvo una medalla de bronce en el Campeonato Mundial de 49er de 2013 y una medalla de plata en el Campeonato Europeo de 49er de 2024.

## Palmarés internacional
| Campeonato Mundial | Campeonato Mundial          | Campeonato Mundial | Campeonato Mundial |
| Año                | Lugar                       | Medalla            | Clase              |
| ------------------ | --------------------------- | ------------------ | ------------------ |
| 2008               | Auckland (Nueva Zelanda)    | Medalla de oro     | Laser Radial       |
| Campeonato Europeo |                             |                    |                    |
| Año                | Lugar                       | Medalla            | Clase              |
| 2005               | Split (Croacia)             | Medalla de oro     | Laser Radial       |
| 2007               | Scheveningen (Países Bajos) | Medalla de plata   | Laser Radial       |
| 2009               | Charlottenlund (Dinamarca)  | Medalla de plata   | Laser Radial       |

| Juegos Olímpicos   | Juegos Olímpicos          | Juegos Olímpicos  | Juegos Olímpicos |
| Año                | Lugar                     | Medalla           | Clase            |
| ------------------ | ------------------------- | ----------------- | ---------------- |
| 2024               | París (Francia)           | Medalla de bronce | 49er FX          |
| Campeonato Mundial |                           |                   |                  |
| Año                | Lugar                     | Medalla           | Clase            |
| 2013               | Marsella (Francia)        | Medalla de bronce | 49er FX          |
| Campeonato Europeo |                           |                   |                  |
| Año                | Lugar                     | Medalla           | Clase            |
| 2024               | La Grande-Motte (Francia) | Medalla de plata  | 49er FX          |